# دومينيك ماجلوار
دومينيك ماجلوار هي مغنية وممثلة فرنسية من أصل هندي غربي ولدت في يوم 24 افريل سنة 1967.
المرجع. ضروري ]

## سيرة شخصية
اكتشفت المغنية الموسيقى مع جوقات الإنجيل . إذ درست دومينيك ماجلوار الغناء الغنائي . حيث حصلت على الجائزة الأولى في الغناء ثم على جائزة موسيقى الحجرة .

## وصلات خارجية
- دومينيك ماجلوار على موقع ميوزك برينز (الإنجليزية)
- دومينيك ماجلوار على موقع أول ميوزيك (الإنجليزية)
- دومينيك ماجلوار على موقع ديسكوغز (الإنجليزية)